# Hotel Gadsden
El Hotel Gadsden (en inglés: Gadsden Hotel) es un edificio histórico en Douglas, Arizona al sur de Estados Unidos. Fue incluido en el Registro Nacional de Lugares Históricos en 1976. Desde julio de 2013, el hotel es operado por Peak Hospitality Management de Albuquerque, Nuevo México.
El hotel abrió sus puertas en 1907. Nombrado así para recordar la compra de Gadsden, es una estructural señorial de cinco pisos, con 160 habitaciones que se convirtió en un hogar para ganaderos, mineros y empresarios. El hotel fue arrasado por el fuego y reconstruido en 1929. El espacioso vestíbulo principal del Gadsden se estableció majestuosamente con una escalera de mármol blanca italiana y cuatro crecientes columnas de mármol. Hay un mural de cristal de Tiffany & Co. Una impresionante pintura al óleo de Audley Dean Nichols esta justo debajo de la ventana de Tiffany . El hotel tiene abovedadas claraboyas de cristal en toda la longitud de la entrada. 